# 超個体

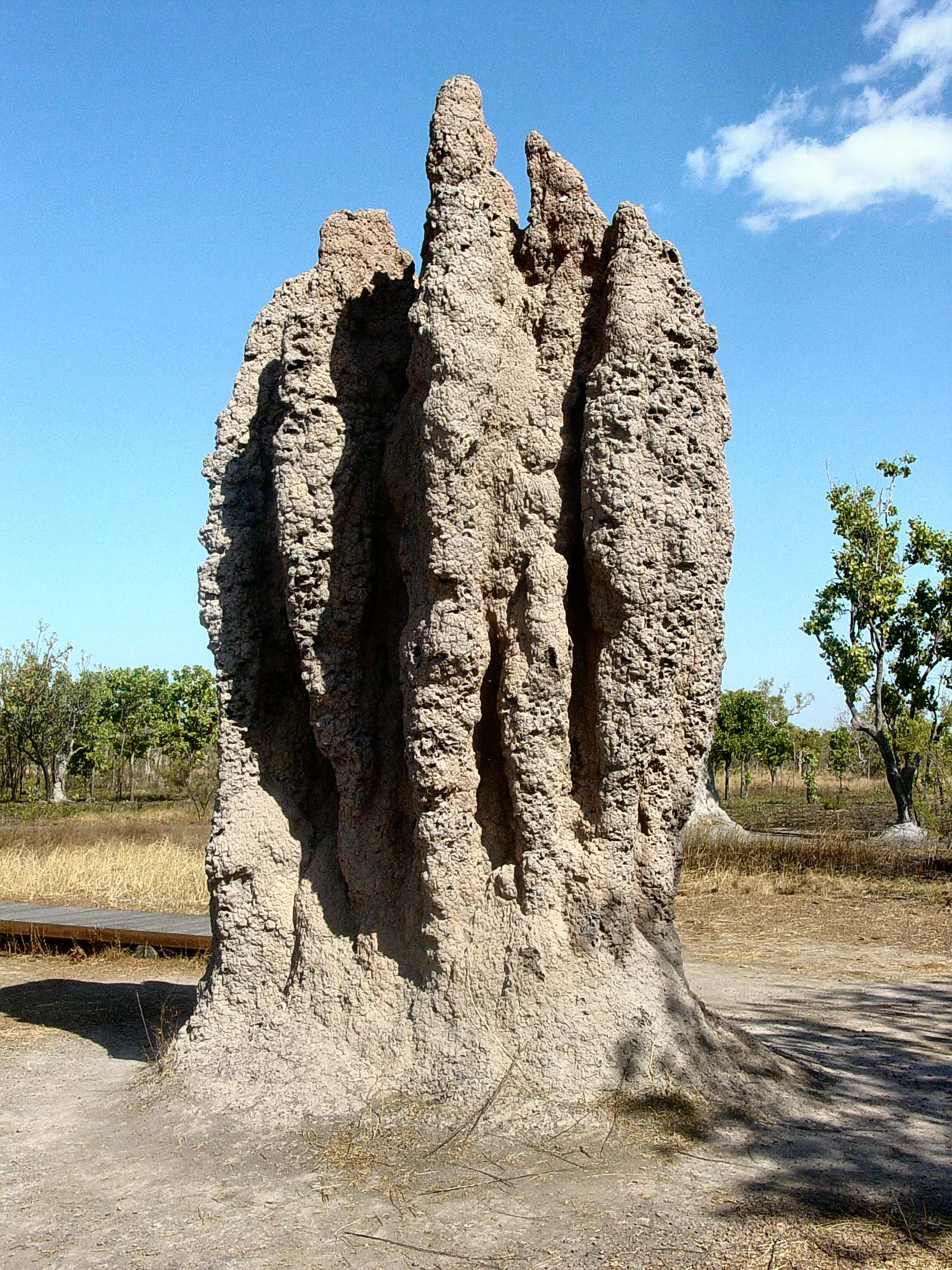
シロアリの塚

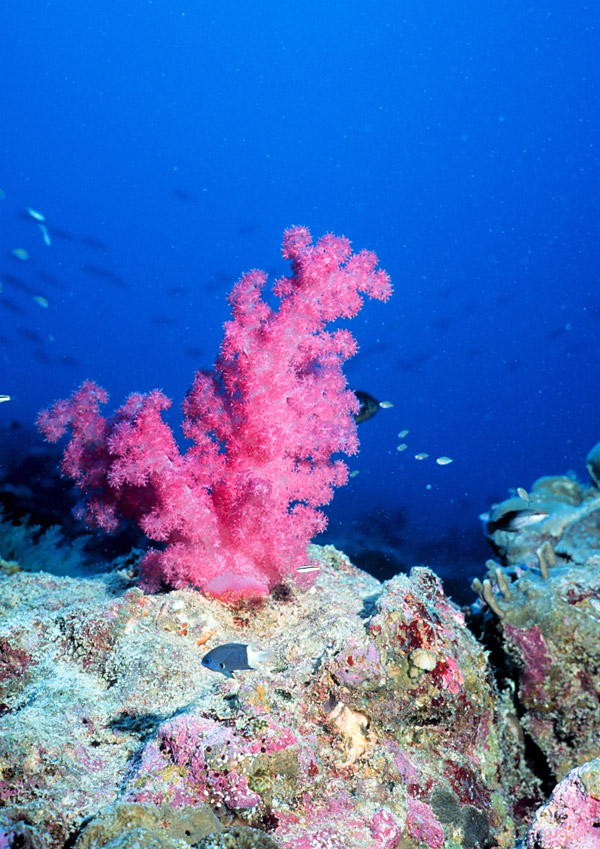
珊瑚はサンゴ虫のコロニーである。

超個体（ちょうこたい、英: superorganism）とは、多数の個体から形成され、まるで一つの個体であるかのように振る舞う生物の集団のことである。通常、同種で構成される個体群やコロニーをさすが、異種集団を超個体と見なすこともある。

## 概説
一般的に社会性昆虫の社会集団を意味し、分業体制が高度に築かれており、個体はその集団から離れて長時間生き残ることができない。例としてはアリ・ハチ・シロアリなど、昆虫類が主であるが、哺乳類の中にも「ハダカデバネズミ」のように昆虫のような「真社会性」の生態をとる種が発見されている。専門的には「共同体によって制御されている現象を生み出すように協調行動するエージェントの集団」であり、その現象とはアリが食物を収集したりミツバチが新たな営巣地を捜すといった「巣が望んでいる」活動をすることである。
ガイア理論のジェームズ・ラブロックや、ジェームズ・ハットン、ウラジミール・ベルナドスキー、ガイ・マーチーは生物圏全体を一種の超個体と見ることができると主張した。この見方は一般システム理論や複雑系の力学と関係している。
超個体はサイバネティックス、特にバイオサイバネティックスにおいて重要である。その場合の超個体は「分散知能」の一形態を表しており、限定的な知能と情報しか持たない個体が多数集まって個体の能力を超えた大きなことを成し遂げるものとされる。生物にそのような挙動が見られることは軍隊や管理といった方面にとって多くの意味があり、活発に研究されている。

## 社会理論における超個体
19世紀の思想家ハーバート・スペンサーは社会組織に対して「super-organic」という用語を生み出したが、これは明らかに「organic（組織）」と「social（社会）」を対比させたもので、個体群のアイデンティティの話ではない。スペンサーは社会有機体説として社会の全体論的性質を探究しつつ、社会と有機体の挙動に違いを認識していた。スペンサーにとって「super-organic」とは、有機体、すなわち人間同士の相互作用の持つ創発的属性を意味した。そして D. C. Phillips が指摘したように「創発主義と還元主義には違い」がある。
同様に経済学者カール・メンガーは社会の成長の進化的性質について詳述したが、方法論的個人主義を捨てたわけではない。メンガーは、社会目的論的理由で社会組織が生じたわけではなく、あくまでも「個人」の興味・関心を追求するという経済的主体の無数の努力の結果として社会組織が生まれたのだと主張した。
スペンサーもメンガーも選択し行動するのは個人であるから社会全体を有機体と同列に見るべきでないとしたが、メンガーの方がその点を特に強調した。スペンサーは社会構造を詳しく探究する際に有機体的アイデアを採用しているが、それが主としてアナロジーだったと認めている。したがってスペンサーにとって超個体のアイデアは生物学や心理学の上に社会的現実の別個の階層を明示したもので、有機体のアイデンティティと1対1に対応するものではなかった。
それでもスペンサーは「目に見えるサイズの有機体はすべて社会である」とも主張しており、問題は用語上のものだという示唆もなされてきた。
人類学者アルフレッド・L・クローバーは1917年に「superorganic」という用語を使っている。超個体という概念の社会的側面は Marshall (2002) で分析されている。

## 問題と批判
超個体説の議論の中心は、「どのようなメカニズムが個体群を超個体として振る舞わせるのか」「単なる比喩表現か」「通常の個体群とはどう違うのか、単に結びつきが強いだけか」「超個体を一つの単位として扱うことに意義はあるのか」などである。また特定のレベルで超個体的な振る舞いの原因が説明されたとしても、それが異なるレベルに適用できるかは議論が必要である。
超個体という概念は、論争の的となっている。多くの生物学者は、社会集団を有機体と捉えるためには、各個体が永久的に他者と物理的繋がりを持たねばならず、進化は個体ではなく社会全体の総意で選択制御されなければならないと主張する。一方、社会性昆虫の社会は一種の自然選択の単位であるとする見方は古くから存在するが、進化主義では自然選択の第一の単位は個体であると主張されることが多い。
「選択される個体とは何か」という問題は長年議論の対象であった。リチャード・ドーキンスのような生物学者は選択される実体は遺伝子であると主張する。血縁選択説に代表される遺伝子中心の視点は高い社会性を持つ生物個体同士が（個体の体細胞同士と違い、遺伝的に同一ではないにもかかわらず）なぜ体細胞同士に似た振る舞いをするか、そしてそう振る舞わないことがあるのか（例えばポリシングのような集団内の競争の存在）の進化的な力学を説明できる。進化生物学者の多くは遺伝子中心の視点を受け入れており、この視点からは超個体は単なる比喩表現である。
少数の進化生物学者はマルチレベル選択説を提唱し、超個体選択を遺伝子選択とは異なる現象として扱うよう主張しているが、遺伝子が自然選択の最終的な単位であるという点では議論がない。エドワード・ウィルソンはアリなどの社会性昆虫の集団について、選択の単位となるのは遺伝子ではなく集団内の育成実体（Breeding Entity）であると主張し、血縁選択はハチやアリの利他的行動の起源ではないと主張した。ウィルソンの論拠はマルチレベル選択の一種、形質集団選択と呼ばれるものである。しかしウィルソンの血縁選択に関する理解の不足はたびたび指摘されている。
しかしマルチレベル選択の視点はストロマトライトを構成する微細な個体群をうまく説明できるかもしれない。というのも、これは遺伝子共有による一種の単一遺伝子プールを構成しているためである。ガイア理論を支持するリン・マーギュリスはこれが地球全体の土台となる細菌のシンビオジェネシス（Symbiogenesis）にも当てはまると主張している。
デイジーワールドのようなコンピュータシミュレーションでは、生物学的選択は複数のレベルで同時並行的に起きることが示されている。

## 人間は超個体か
人間も体内の細菌などの微小個体を内包する超個体であるとする見方もある。次のような推定がなされている。「人間の腸内には 1013 から 1014 の細菌があり、そのゲノムの総計（マイクロバイオーム）は人間自体のゲノムの100倍以上になる。Microbiome は多糖類やアミノ酸などの代謝を大きく強化している。また、メタン生成経路はマイクロバイオーム無しではあり得ないし、ビタミンやテルペノイドの生物的合成もそうである。従って、人間は超個体であり、その代謝系は人間固有のものと微生物のそれの混合である。」
ティモシー・リアリーは地球上の真の生物はDNAだけであると示唆した。彼は、全ての種とその物理的に独立した生命形態はこの生物（DNA）の手足であるとし、その究極の目的は地球を超える成長を成し遂げることであるとした。彼はまた、DNAは地球で自然に発生したものではなく、地球外からやってきたものだとも主張している（パンスペルミア説参照）。

## 関連文献
- Jürgen Tautz, Helga R. Heilmann: The Buzz about Bees - Biology of a Superorganism, 284 pages : Springer-Verlag 2008. ISBN 978-3-540-78727-3
- Bert  Hölldobler, E.O. Wilson: "The Superorganism: The Beauty, Elegance, and Strangeness of Insect Societies", 576 pages : W.W. Norton, 2008. ISBN 978-0-393-06704-0